# Eurípil (fill d'Astipalea)
Segons la mitologia grega, Eurípil (en grec antic Εὐρύπυλος) va ser un rei de Cos, fill de Posidó i d'Astipalea.
Quan Hèracles, que tornava de Troia, va fer cap a les costes de Cos, Eurípil i els seus fills van provar de fer-lo fora, però Hèracles va entrar a la ciutat durant la nit i els va matar.